# Неуроза
Неуротични поремећаји или неурозе су лакши психички поремећаји који прате сметње на плану емоција, понашања, мисли и телесних симптома. Настаје као унутар психички конфликт супротних сила. Најчешће једна пулзија или тенденција долази интерпсихичког, док се друга сила супротставља из спољашњег света. Код ових поремећаја обично је могуће одредити почетак обољења. У већини случајева радна способност је очувана, изузев код неких облика као што су, на пример, агорафобије, везане за кретање и излажење из куће. Ипак, радна продуктивност и креативност не функционишу на оптималном нивоу. Обољење нема утицаја на цјелокупну личност у смислу отуђења од реалитета, али ипак лични, професионални и друштвени живот ових особа је у извјесној мјери осиромашен. Неуротски поремећаји се данас схватају као обољења код којих је анксиозност готово перманентан феномен, а она се појављује као последица психодинамских чинилаца.
За неуротичне поремећаје специфично је да су психогени, па се неурозе још називају психонеурозе и неуротични поремећаји. Неурозу карактеришу напади узнемирености, одређени облици депресије, хипохондрија, хистеричне реакције, опсесивно-компулсивни поремећаји, фобије, различите сексуалне дисфункције и неки тикови. Традиционално се сматра да је узрок неурозе емоционални конфликт у коме блокирани импулс покушава да се испољи као маскиран одговор или симптом. Бихевиористички психолози сматрају их наученим, неодговарајућим одговором на стрес.
Још је Сигмунд Фројд указао да у основи неурозе лежи неразјашњен Едипов комплекс. Он је сматрао да ако се на одговарајући начин не овлада кастрационом анксиозношћу, и ако услијед тога не дође до разрјешења Едиповог комплекса, то даље може водити неуротској структури. Али ми, исто тако, морамо имати у виду да неразрјешени конфликти из ранијих, преедипалних фаза развоја, могу бити уведени у Едипов комплекс, и компликовати његову еволуцију и разрјешење.

## Најчешћи неуротски поремећаји

### Генерализовани анксиозни поремећај
Код овог поремећаја ради се о стањима опште анксиозности код особа које имају одређени анксиогени конфликт. Анксиозност и брига су једини и доминантни симптоми. Ове особе су најчешће узнемирене, раздражљиве, напете, лако плану или се изнервирају и концентрација им је отежана.

### Фобични поремећај
Фобија се дефинише као ирационалан страх од специфичних објеката, ситуација и активности и свјесно избјегавање тих фобичних стимулуса. Данас фобичне поремећаје дијелимо на агорафобије, социјалне фобије и специфичне фобије.
- Агорафобија није само страх од отвореног простора већ, шире, то је страх од гужве, од мјеста са којих се не може брзо и лако побјећи на сигурно, затим страх од напуштања куће, од уласка у радње, јавних мјеста, стајања у реду, гужве, преласка улице, путовања возом, аутобусом или авионом.
- Социјална фобија је страх особе да ће се понизити или збунити у различитим социјалним ситуацијама.
- Специфичне или изоловане фобије су фобије од различитих објеката и ситуација. Оне могу бити: Фобије објеката, фобије мјеста, фобије природне средине, фобије ситуације и фобије живих бића.

### Панични поремећај
Овај поремећај се карактерише изненадном појавом спонтаних и неочекиваних напада интензивне анксиозности или страха који је праћен соматским знацима. Стање панике прате многобројни тјелесни симптоми, идеје виталне угрожености, когнитивни садржај панике, и снажан афект страха.

### Опсесивно-компулзивни поремећај
Овај поремећај карактерише постојање повратних присилних мисли и принудних радњи. Израз опсесиван се односи на присилну мисао, слику или импулс који су нежељени, али који се увијек изнова враћају на стереотипан начин, и који не могу да буду вољно искључени. Компулзија је повратни и необуздани импулс, односно подстицај да се учини нека радња или серија радњи, а компулсивне радње или ритуали су стереотипна понашања која се стално понављају.

### Конверзивни и дисоцијативни поремећај
Заједничка карактеристика конверзивног и дисоцијативног поремећаја је потпуни или парцијални губитак нормалне интеграције између сјећања на раније догађаје, свјесности идентитета, непосредних сјећања и контроле покрета тијела. Према дефиницији, конверзивни симптоми се односе на вољно моторне и сензитивне функције, а дисоцијативни симптоми на памћење и идентитет.

### Депресивни поремећај
Код депресивног поремећаја доминантна је депресивна афективна реакција, снижење расположења, и осјећања различитог степена са смањењем моторних и интелектуалних активности, осјећањем безнадежности, мање вриједности и друштвеним повлачењем.

## Психодинамика настајања неуротских симптома
Многи психодинамички оријентисани аутори дали су приказ стварања неуротских симптома. Невенка Тадић позивајући се на Н. Камерона, Ана Фројд и В. Матић описује стварање неуротских симптома у сљедећим секвенцама:
„Осујећења, губици, опасности и претње су свакодневна искуства кроз која пролази дјете и омладинац. Инстиктивне пулзије, агресивне и сексуалне, трајно су присутне, расту и ремете унутрашњу постојаност система уз истовремене спољне притиске. Ово повећава напетост, и као резултат сукобљавајућих односа и поремећене равнотеже јавља се повишена стрепња. Ако је однос снага неравномјеран, ЈА дјетета и младе особе неће успјети да управља напетошћу. Напетост и стрепња постају неиздрживе, а потискивање недовољно те се реактивирају ранији сукоби.
Ако је ЈА и даље изложено притисцима, одбране попуштају и коначно у низу догађаја долази до разградње која никада није потпуна у неурози. Разградња може бити знатнија код дјетета него код младих јер је дјететово ЈА и прије излагања напетости било недовољно изграђено. Контакт са спољашњим свијетом се одржава дјелимично, објектни односи остају релативно очувани, мишљење је и даље претежно логично и секундарни процеси мишљења нису преплављени примарним процесима. Опажање је очувано.
Дјелимична разградња ЈА и Над-ЈА има за посљедицу привремено, а затим трајније и дубље назадовање на мање зреле нивое функционисања. Неуротично назадовање је дубље, јаче, показује тежњу да се задржи и удружено је са фиксацијом.
Неуротично назадовање реактивира све раније сукобе кроз које су дјете или млада особа прошли и тако отвара пут да ови сукоби, захваљујући слабим одбранама ЈА продру до пресвјесног и свјесног нивоа у виду деривата несвјесних фантазија, импулса или архаичних Над-ЈА притисака. Враћање садржаја, који су већ једном били потиснути или обрађени изазива још јачу стрепњу и угрожава функције ЈА-система и његових одбрана.
Да не би дошло до нових продирања огољених пулзија, архаичних дијелова Над-ЈА и несвјесних мијешања у пресвјесни и свјесни систем, ЈА коме и даље пријети разграђивање, мобилише одбране и ствара компромисе између ових промјењених садржаја и одбрана у облику симптома који, иако неразумљиви и нејасни, и младој особи и њеној околини могу бити прихватљиви.
Треба нагласити да особа није свјесна ових процеса, као ни поријекла својих симптома и одбрана које су учествовале у њиховом стварању.
Када говоримо о формирању патолошких реакција у дјетињству, треба нагласити да симптоми који се јављају на дјечјем узрасту нису посљедица „суштинских“ патолошких процеса. Они су често тренутни, знаци пролазних недораслости захтјевима унутрашњих и спољашњих процеса и притисака. Често су промјенљиви и немају исту тежину као код одраслих. Код одраслих особа симптоми су посљедица унутрашњих конфликта, и у њиховом стварању учествују зрелији механизми, па самим тим имају већу тежину од симптома у дјетињству.

## Симптоми и узроци
Постоји много различитих видова неурозе: опсесивно-компулзивни поремећај, опсесивно-компулзивни поремећај личности, поремећај контроле импулса, анксиозни поремећаји, хистерија и велика разноликост фобија.
Према К. Џорџу Борију, професору емеритусу Универзитета у Шипенсбергу, симптоми неурозе су између осталог:
... анксиозност, туга или депресија, љутња, раздражљивост, ментална конфузија, слаб осећај сопствене вредности итд, бихевиорални симптоми као што су фобично избегавање, будност, импулсивна и компулсивна дела, летаргија, итд, когнитивни проблеми попут непријатних или узнемирујућих мисли, понављање мисли и опсесија, хабитуално фантазирање, негативност и цинизам итд. У међуљудским односима, неуроза укључује зависност, агресивност, перфекционизам, шизоидну изолацију, социокултурно непримерено понашање, итд.
Неуроза се може дефинисати једноставно као „недовољна способност прилагођавања својој средини, немогућност промене животног обрасца и немогућност развијања богатије, сложеније, у већој мери задовољавајуће личности”.

## Историја и етимологија
Израз неуроза сковао је шкотски лекар Вилијам Кален 1769. године да означава „поремећаје осећања и кретања” изазване „општом наклоношћу нервног система”. Кален је користио овај термин за описивање различитих нервних поремећаја и симптома који се нису могли физиолошки објаснити. Физичке карактеристике су, међутим, скоро неизбежно биле присутне, а физичка дијагностичка испитивања, попут претераних трзаја колена, губитка гаг-рефлекса и дерматографије, коришћена су у 20. веку. Значење термина редефинисали су Карл Густав Јунг и Сигмунд Фројд током раног и средњег 20. века. Он се и даље користи у психологији и филозофији.
Дијагностички и статистички приручник за менталне поремећаје (ДСМ) елиминисао је категорију „неурозе” 1980. године, због одлуке уредника да пруже описе понашања, а не описе скривених психолошких механизама. Ова промена је била контроверзна.
Према Медицинском речнику америчке баштине, неуроза се „више не користи у психијатријској дијагностици”.
Израз је изведен из грчке речи νευρον (неурон, „нерв”) и суфикса -ωσις -osis (болесно или абнормално стање).